# Pohost (jezioro)
Jezioro Pahosckaje (woziera Pahosckaje) (biał. вадасховішча Пагост, wadaschowiszcza Pahost) – jezioro na Białorusi, na Polesiu.
- Powierzchnia: 7,7 km²
- Głębokość: 2 m

Zasilane przez Wislicę (prawy dopływ Bobryka Pierwszego), odwadniane przez rzekę Bobryk Pierwszy (lewy dopływ Prypeci).